# Есперанса Рой
Есперанса Рой (нар. 22 листопада 1935, Мадрид, Друга Іспанська Республіка) — іспанська акторка.

## Фільмографія
- Чорний вовк (1981)
- Чечу та родина (1992)